# Brian Lyngholm
Brian Lyngholm (født 22. december 1963) er en dansk håndboldtræner, der i et års tid var landstræner for det danske damelandshold.
Lyngholms trænerkarriere har omfattet følgende hold:
- 1990-91 – ROAR 2. division damer samt U91-damelandsholdet (assistent for Ulrik Wilbek)
- 1992-94 – Viborg HK 1. division damer samt U93-damelandsholdet 1992-93
- 1995-97 – Virum-Sorgenfri Håndboldklub 1. division damer samt A-damelandsholdet 1995 (assistent for Wilbek)
- 1999-2000 – Virum-Sorgenfri Håndboldklub 1. division herrer
- 2003-05 – Slagelse DT liga damer som assistent for Anja Andersen
- 2006-07 – A-damelandsholdet cheftræner

Han har taget DHF's elitetræneruddannelse, men har endvidere haft et job som økonomidirektør i perioder mellem og under sine trænerjob.
Lyngholms tid som landstræner for A-damelandsholdet blev kort, efter at han af mange blev betragtet som det logiske valg som efterfølger for de to resultatmæssige sværvægtere, Ulrik Wilbek og Jan Pytlick. Imidlertid blev resultatet af hans første (og eneste) slutrunde, EM i 2006 noget af en fiasko, hvor holdet med en 11. plads opnåede sit dårligste resultat nogensinde. Der kom dog til at gå lidt over en måned, inden Lyngholm valgte at trække sig fra jobbet, da det blev klart, at stort set hele spillertruppen nærede mistillid til hans ledelse af holdet.